# Rodrigue Dikaba
Rodrigues Dikaba, né le 28 octobre 1985 à Toulouse en France, est un footballeur franco-congolais et international congolais qui joue au poste de milieu défensif à l'USAG Uckange.

## Carrière
Formé au Arras Football, il est repéré par l'AS Beauvais pensionnaire du National, qui le fait venir en 2006. Avec l'ASBO, il s'impose très vite et à défaut de réussir la montée en Ligue 2, il se voit récompenser en équipe nationale.
Ainsi en janvier 2008, la sélection du Congo fait appel à ses services pour un match contre l'équipe de France A'. 
L'AS Beauvais Oise lui sert de tremplin : il devient une pièce maîtresse de la défense beauvaisienne, grâce à sa rigueur et sa percussion. Lors de l'été 2009, il décide de ne pas prolonger en Picardie mais ne trouve pas de club. Finalement, il atterrit à l'hiver 2009, dans le club de FC Ceahlăul Piatra Neamţ, alors lanterne rouge de D1 roumaine. 
Il rejoint en juillet 2010 le club d'Oldham Athletic mais au bout de 2 apparitions et une blessure en sélection nationale, il est libéré par le club le 18 octobre 2010. En janvier 2011 il rejoint à nouveau Beauvais.

## Palmarès
- Championnat du Luxembourg : 2016 et 2017
- Coupe du Luxembourg : 2016

## Statistiques
- 94 matchs et 1 but avec l'AS Beauvais Oise en National
- 11 matchs et 0 but en équipe nationale congolaise depuis 2008